# Тупылев, Иван Филиппович
Тупылев Иван Филиппович (1758—1821) — исторический живописец и портретист, академик и профессор Императорской Академии художеств.

## Биография
Сын заподмастерья Ведомства Петергофской конторы бриллиантовой и агатовой мельницы.
Воспитанник Императорской академии художеств с 1764 года. Получил за рисование две серебряные медали (в 1774 и 1777 годах), в 1778 году награждён малой золотой медалью, а в следующем за тем году присуждена ему, первому из всех, золотая медаль, учрежденная госпожой Ржевской для художников, отличившихся в экспрессии. Будучи в том же 1779 году отправлен на казённый счет за границу, совершенствовался в Париже. По возвращении в Санкт-Петербург получил звания: назначенного в академики в 1785 году, академика и адъюнкт-профессора в 1794 году и наконец профессора, в 1800 году.
Был директором Императорской шпалерной мануфактуры, инвентором «виньет и медалей» Ландкартного департамента Кабинета Его Императорского Величества.
Писал исторические картины, образа и портреты особ царской фамилии и других знатных лиц. Написал иконы иконостаса православной церкви Святого Николая в морской крепости Руотсинсальми (Роченсальм, Свенсксунд, с 1878 года — финский город Котка).
Из его произведений известны: картина «Велизарий» (находилась в музее Академии художеств, ныне в ГТГ), «Крестины» (1800, ГТГ) и образа в Казанском соборе в СПб.: «Зачатие святой Анны» и «Воспитание Богородицы» (в главном иконостасе) и «Явление воскресшего Христа апостолу Фоме» (в иконостасе правого придела).
Блестящий график, иллюстрировал «Овидиевы превращения» (220 рисунков), «Палладиеву архитектуру» Н.Львова (ок.200 чертежей).

## Галерея

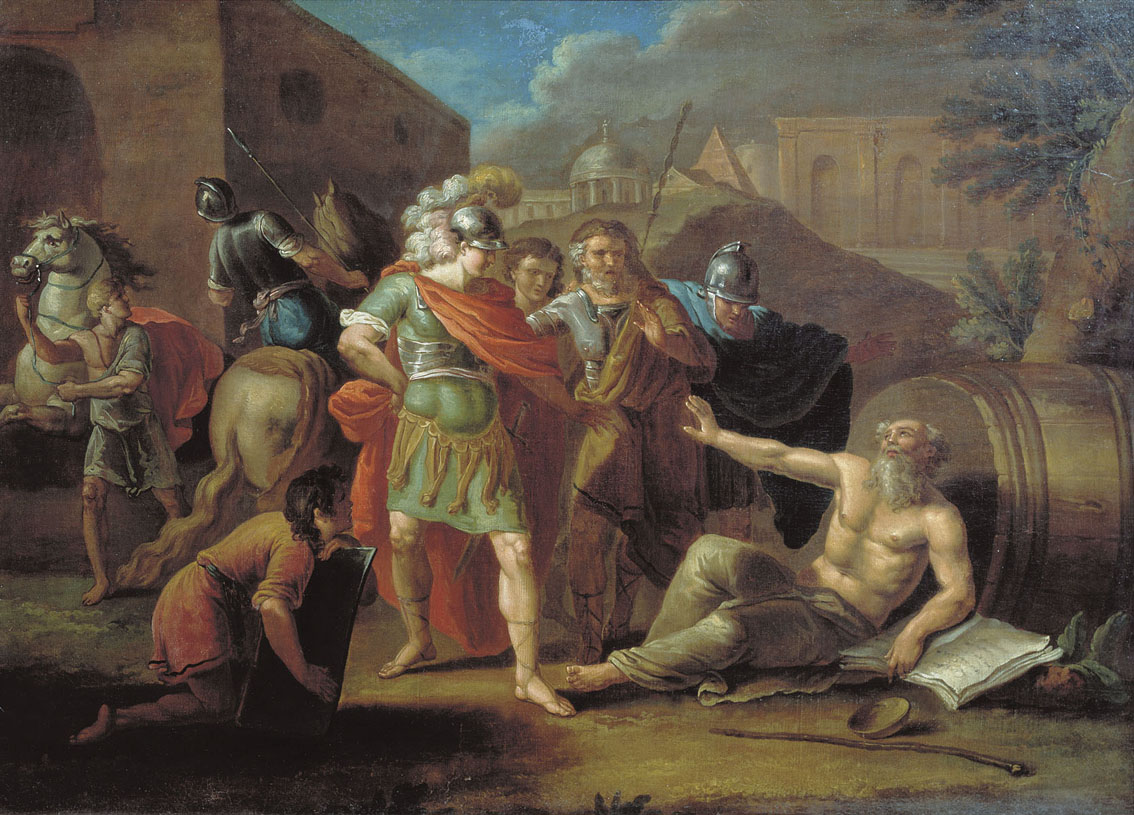
Тупылев Иван Филиппович Александр Македонский перед Диогеном, 1787
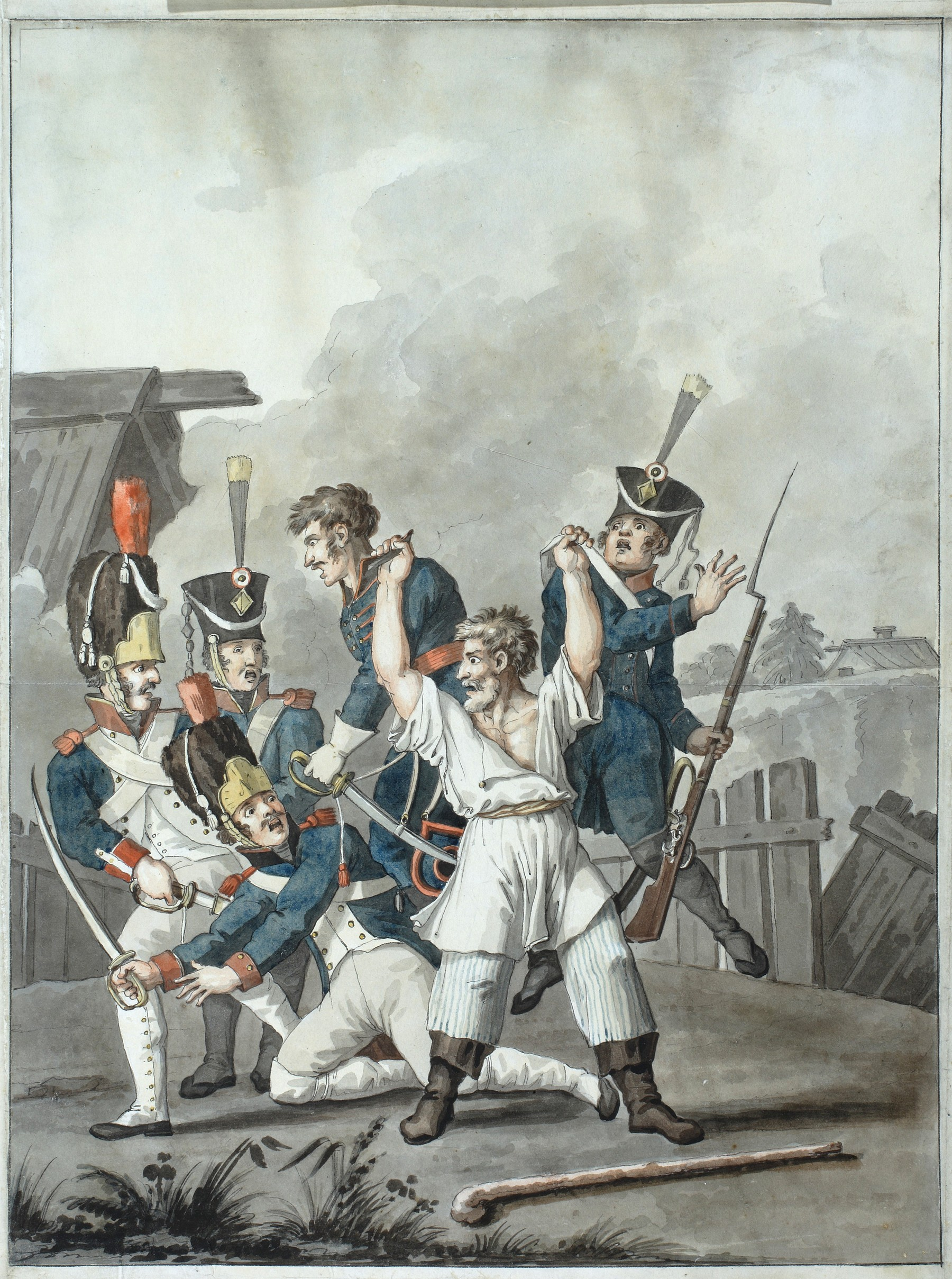
Схватка русского крестьянина с драгунами, 1813-14
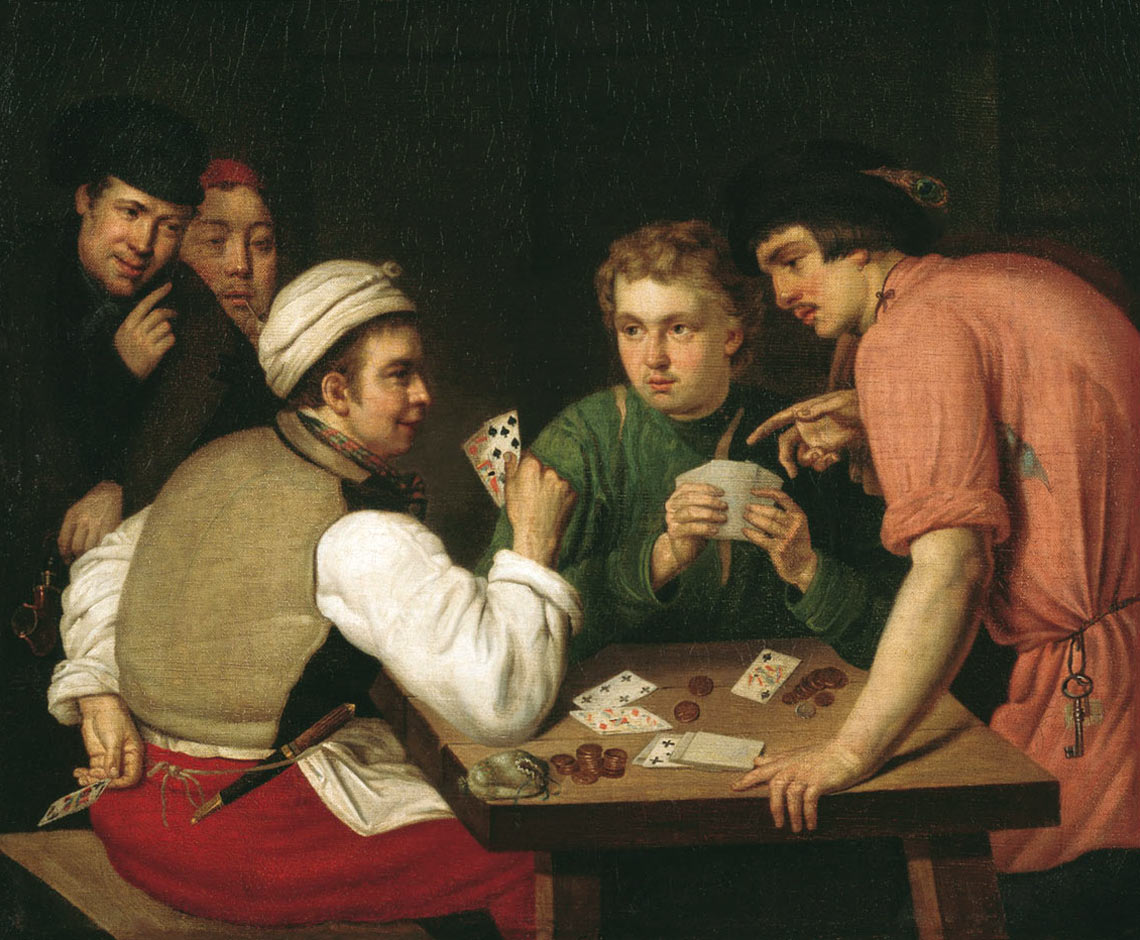
Плутовская игра, 1780-е
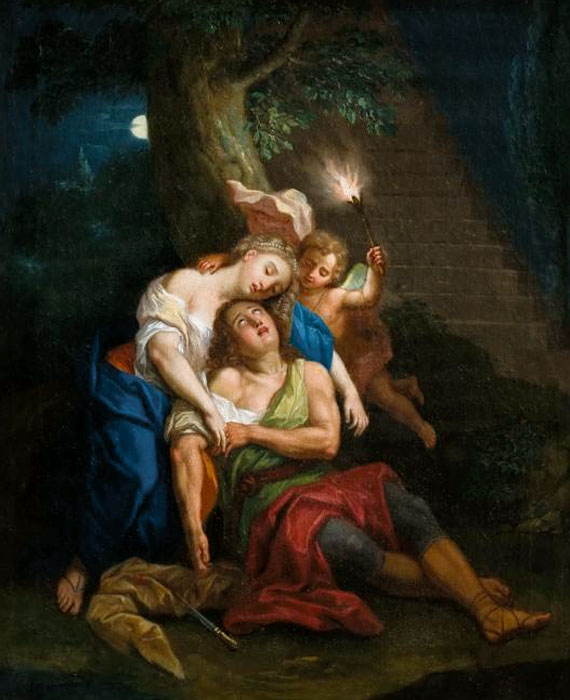
Пирам и Фисба, 1779